# Simone Héliard
Simone Héliard, née Simone Yvonne Odette Heylliard le 10 mars 1905 à Marmande et morte le 2 avril 1989 à Arès, est une actrice française.

## Biographie
Après des débuts au théâtre, elle devient dans les années 1930 une des vedettes du cinéma français. Mais elle tombe dans l'oubli après-guerre. En 1961, elle est contrainte de vendre « les meubles de l'appartement d'Auteuil, qu'elle quitte pour s'installer dans sa petite maison de Chevreuse. »

## Filmographie

### Cinéma

#### Courts métrages
- 1929 : La Robe d'Andrew Brunelle : Madame Robin
- 1934 : Taxi de minuit d'Albert Valentin
- 1934 : Le Coup de parapluie de Victor de Fast et Pierre-Jean Ducis
- 1936 : Titres exceptionnels d'Hubert Bourlon
- 1938 : Une femme a menti d'André Hugon

#### Moyens et longs métrages
- 1931 : Mistigri d'Harry Lachman : Fanny
- 1932 : Le Cordon bleu de Karl Anton
- 1932 : Coiffeur pour dames de René Guissart : Colette
- 1932 : Côte d'Azur de Roger Capellani : Hélène
- 1932 : Criez-le sur les toits de Karl Anton : Renée
- 1933 : Topaze de Louis J. Gasnier : Ernestine Muche
- 1933 : L'Enfant de ma sœur d'Henry Wulschleger : Berthe
- 1933 : Marie, légende hongroise de Paul Fejos
- 1933 : Une histoire d'amour de Max Ophüls : Mizzi Schlager
- 1933 : Bach millionnaire d'Henry Wulschleger : Jeanine
- 1933 : Les Surprises du divorce de Jean Kemm : Gabrielle Bourganeuf
- 1933 : Les Deux Canards d'Erich Schmidt : Claire
- 1934 : Un jour viendra de Gerhard Lamprecht : Ria
- 1935 : Quadrille d'amour de Richard Eichberg et Germain Fried : Suzy
- 1935 : Debout là-dedans ! d'Henry Wulschleger : Lucie
- 1935 : Le Champion de ces dames de René Jayet : Youyoute
- 1936 : Le Mari rêvé de Roger Capellani, : Hélène Roland
- 1936 : La main passe d'André Hugon
- 1938 : L'Escadrille de la chance de Max de Vaucorbeil : Alice
- 1938 : L'Accroche-cœur / Riviera Express de Pierre Caron : Angèle
- 1940 : Le Danube bleu d'Emil-Edwin Reinert et Alfred Rode : Ilona

## Théâtre
- 1928 : L'Arpète, pièce d'Yves Mirande et Gustave Quinson, au théâtre de la Renaissance (mars)[3] : 2e mannequin
- 1928 : Escho-griffes, revue de A. Cuel, Jean Hallaure et Daniel Poiré, au théâtre des Escholiers (8 juin)[4]
- 1928 : Le Gendre de M. Pommier, comédie en 1 acte de et avec André Luguet, au casino de Deauville (5 juillet)[5]
- 1928 : Votre sourire, comédie en 3 actes d'André Birabeau et Georges Dolley, mise en scène de Lucien Rozenberg, au théâtre de l'Athénée (18 octobre) : Lucienne
- 1928 : Romance, pièce en 3 actes et 5 tableaux, de Robert de Flers et Francis de Croisset, d'après l'œuvre d'Edward Sheldon, au théâtre de l'Athénée (6 décembre) : Suzette Armstrong[6]
- 1929 : Il manquait un homme ..., comédie en 3 actes de Félix Gandéra, au théâtre de l'Athénée (20 mars) : Paulette
- 1930 : Coucou, comédie en 3 actes de et avec Charlotte Lysès, mise en scène de l'auteur, au théâtre de la Potinière (mai) : Anita
- 1930 : Un caractère, pièce en 1 acte de Maxime Fabert, au théâtre Michel (31 mai)
- 1931 : La Sève, pièce en 3 actes d'Isabelle-Georges Schreiber, au théâtre de la Madeleine (23 janvier)[7]
- 1931 : Le Roi, comédie en 4 actes de Robert de Flers, Gaston de Caillavet et Emmanuel Arène, au théâtre de l'Athénée (mars)
- 1932 : Triplepatte, comédie en 4 actes de Tristan Bernard et André Godfernaux, au théâtre des Variétés (18 février) : Yvonne[8]
- 1934 : L'Homicide, pièce de Léon Ruth, au théâtre royal des Galeries à Bruxelles (avril)
- 1941 : L’École buissonnière, opérette de Pierre Varenne et Saint-Granier, musique de Georges Van Parys, au théâtre des Nouveautés (22 juin) : Jeanine[9]
- 1943 : Ça, c'est de Bruxelles, opérette de Charles Tutelier et Marc Cab, musique de Paul Durand, au théâtre des Optimistes (15 septembre)[10],[11]
- 1947 : Histoire très naturelle, pièce d'Hervé Lauwick et Maxime Fabert, à la Comédie-Wagram[12]
- 1948 : Irène sent le jasmin, pièce d'Hervé Lauwick, à la Comédie-Wagram[12]
- 1949 : Le Derviche tourneur, comédie de René Dupuy au théâtre La Bruyère[13] : la dame mécène